# Тревиньо, Радамес
Радамес Элиуд Тревиньо Льянас (исп. Radamés Eliud Treviño Llanas; 7 декабря 1945, Монтеррей — 12 апреля 1970, Мехико) — мексиканский велогонщик, выступавший на треке и шоссе. Участник летних Олимпийских игр 1968 года, двукратный серебряный и бронзовый призёр Панамериканских игр 1967 года, двукратный чемпион Игр Центральной Америки и Карибского бассейна 1966 года, чемпион, серебряный и двукратный бронзовый призёр Игр Центральной Америки и Карибского бассейна 1970 года.

## Биография
Радамес Тревиньо родился 7 декабря 1945 года в мексиканском городе Монтеррей.
Шесть раз становился призёром Игр Центральной Америки и Карибского бассейна. В 1966 году в Сан-Хуане завоевал золотые медали в индивидуальной и командной гонках преследования на 4000 метров. В 1970 году в Панаме стал чемпионом в гите на 1000 метров, серебряным призёром в индивидуальной гонке преследования на 4000 метров, бронзовым в командной гонке преследования на 4000 метров и шоссейной командной гонке.
В 1967 году стал трёхкратным призёром Панамериканских игр в Виннипеге, выиграв серебро в командной гонке преследования на 4000 метров и шоссейной командной гонке и бронзу в индивидуальной гонке преследования на 4000 метров.
В том же году участвовал в чемпионате мира по шоссейному велоспорту в Херлене, заняв в составе сборной Мексики последнее, 25-е место в шоссейной командной гонке.
В 1968 году вошёл в состав сборной Мексики на летних Олимпийских играх в Мехико. В шоссейной командной гонке на 100 км сборная Мексики, за которую также выступали Агустин Алькантара, Адольфо Бельмонте и Роберто Брито, заняла 10-е место, показав результат 2 часа 16 минут 8,44 секунды 8 минут 19,40 секунды завоевавшим золото велогонщикам Нидерландов. В индивидуальной гонке преследования на 4000 метров занял в квалификации 7-е место, а в четвертьфинале уступил Джону Билсме из Австралии. В командной гонке преследования сборная Мексики, за которую также выступали Эриберто Диас, Агустин Алькантара и Адольфо Бельмонте, в 1/8 финала проиграла гонщикам Дании.
В 1969 году участвовал в шоссейной многодневной гонке «Тур де л’Авенир», но не закончил её. Занял 2-е место на «Вуэльте Кубы». В том же году установил мировой рекорд в часовой гонке на треке.
Погиб 12 апреля 1970 года погиб в Мехико в аварии во время шоссейной гонки Пачука-де-Сото — Мехико. На повороте Тревиньо вылетел из седла и попал под машину, ехавшую на встречной полосе, скончался на месте.

## Память
В Монтеррее именем Радамеса Тревиньо назван велодром.